# Лепсис, Роберт Кришьянович
Ро́берт Кри́шьянович Ле́псис (1896—1940) — советский военачальник, комбриг; Начальник Высшей пограничной школы ОГПУ при СНК СССР (1929—1934). Командующий Забайкальским пограничным округом (1932—1937). Начальник войск НКВД Восточно-Сибирского края (1937).

## Биография
Родился в 1896 году в Риге в семье служащих.
С 1917 года член РСДРП(б), участник Гражданской войны в составе РККА. С 1918 года в войсках ВЧК при СНК РСФСР. 
Начальник Пермского ревтрибунала в 1919 году. 
С 1921 года председатель Енисейской губЧК. С 1923 года член кассационной коллегии Верховного Трибунала Туркестанской АССР. С 1926 года помощник начальника ГУПО ОГПУ СССР.
С 1928 года первый заместитель начальника, с 1929 года начальник Высшей пограничной школы ОГПУ при СНК СССР. С 1932 года начальник (командующий) Забайкальским пограничным округом. С 1937 года начальник войск НКВД Восточно-Сибирского края и помощник начальника ГУПВО НКВД СССР.
С 1938 года на пенсии. 27 апреля 1938 года арестован по обвинению в шпионаже и участии в антисоветской латышской шпионско-вредительской организации. 19 января 1940 года решением ВКВС приговорён к высшей мере наказания — расстрелу, 21 января приговор приведён в исполнение. 18 июля 1956 года реабилитирован.
Похоронен в общей могиле на Донском кладбище в Москве.

## Семья
Супруга: Лепсис Александра Ивановна

## Награды
- Орден Красного Знамени (1936[5])
- Почетный работник ВЧК-ОГПУ (V) (1923 № 600[6])

## Звания
- Комбриг (1935[7])